# Rhacaplacarus spinatus
Rhacaplacarus spinatus är en kvalsterart som först beskrevs av Wojciech Niedbała 200.  Rhacaplacarus spinatus ingår i släktet Rhacaplacarus och familjen Phthiracaridae. Inga underarter finns listade i Catalogue of Life.